# Cephalozia dussii
Cephalozia dussii là một loài rêu trong họ Cephaloziaceae. Loài này được Fulford mô tả khoa học đầu tiên năm 1968.